# Токајик
Токајик (слч. Tokajík) насељено је мјесто са административним статусом сеоске општине (слч. obec) у округу Стропков, у Прешовском крају, Словачка Република.

## Становништво
| Година:    | 1994. | 2004.    | 2014.   | 2024.   |
| ---------- | ----- | -------- | ------- | ------- |
| Број људи: | 135   | 111      | 103     | 95      |
| Разлика:   |       | -17,77 % | -7,20 % | -7,76 % |

| Година:    | 2023. | 2024.   |
| ---------- | ----- | ------- |
| Број људи: | 96    | 95      |
| Разлика:   |       | -1,04 % |

Према подацима о броју становника из 2024. године насеље је имало 95 становника.